# タン・シュエ
タン・シュエ（ビルマ語: သန်းရွှေ、慣用ラテン文字表記: Than Shwe、ALA-LC翻字法: Sanʻ" Rvhe、IPA: /t̪œ́N ɕwè/ タンシュウェー、1933年2月2日 - ）は、ミャンマーの軍人、政治家。階級はミャンマー国軍最高の上級大将。同国の国家元首、国家平和発展評議会（SPDC）議長などを歴任した。
1992年4月23日より同国の軍事政権トップとして独裁的地位にあり、60歳の定年に達した時、終身国家元首に就任することが決定した。2011年3月に国家元首（大統領）の地位をテイン・セイン首相に、国軍最高司令官をミン・アウン・フライン将軍に渡したが、引き続き大きな影響力を行使するとも言われた。しかし実際には元首退任後、政治にはほぼ口出ししていないとも言われ、テイン・セインによると政界を引退して仏教信仰に励んでいるという。テイン・セインが改革派とされる一方、タン・シュエは保守派と称される。

## 軍歴
1933年2月2日、マンダレー地方域チャウセー郡区生まれ。実家は農家と言われている。兄弟姉妹については諸説あり、詳細は不明。1951年に高校を卒業した後、1年間、メイッティーラの郵便局で働いていた（ちなみにネウィンも元郵便局員である）。当時としては中の下あたりの職業だったのだという。その後、当時ピン・ウー・ルウィンにあった士官訓練学校（OTS）に入学、1953年、9期生として卒業した後、少尉として第1歩兵大隊に配属された。タンシュエの軍歴は年譜にあるとおりで、詳細は不明だが、平凡で上官に忠実な兵士だったようで、あだ名はブルドッグだった。特筆すべきはビルマ共産党（CPB）や少数民族武装勢力に対するプロパガンダ作戦を統括する陸軍心理部とビルマ社会主義計画党（BSPP)の党員を養成する中央政治学大学の勤務歴があることである。後者の経験により、タンシュエは『ビルマ社会主義への道』をよく理解していたと言われているる。目立たないように心得、上官に忠実であったことが評価されたのか、タンシュエは順調に出世の階段を昇り、1981年には第4回BSPP党大会で中央委員会委員に選出され、1985年には国軍副総司令官に就任した。国軍副総司令官時代の1988年に8888民主化運動が発生。当時、タンシュエの娘の1人チーチーシュエがヤンゴン大学に通っており、デモに参加している学生たちの身を案じ、自分がタンシュエの娘であることを知られたくないと同級生に語っていたのだという。また彼女は自宅がデモ隊に襲撃されて、家族全員皆殺しにされると思いこんでいたのだともいう。結局、民主化運動は1988年9月18日に国軍がクーデターを起こしたことにより終結。国家秩序回復評議会（SLORC）が設置され、国軍総司令官のソウマウンが議長に就任し、タンシュエもSLORCの委員の1人に就任した。

## SPDC議長

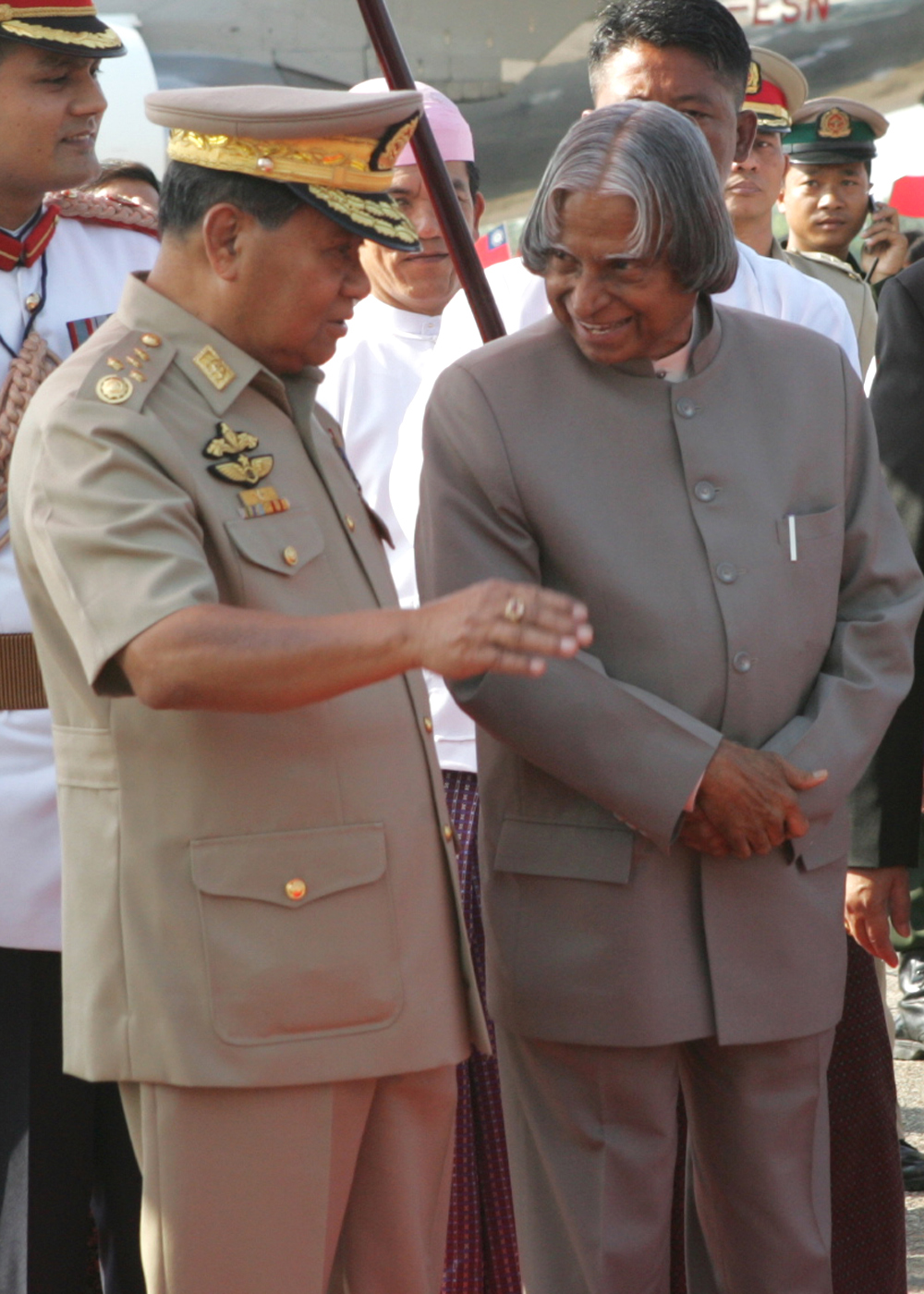
タンシュエ（2006年）

1992年4月23日、精神に変調を来していたソウマウンがSLORC議長と国軍最高司令官双方の職を辞任、タンシュエが国軍最高司令官となり、1997年11月にはSLORCは国家平和発展評議会（SPCD）に改組され、タンシュエが議長に就任し（国防大臣も兼任）、軍政のトップとなった。タンシュエはあまりメデイアに登場せず、外交は第1書記のキンニュンに任せていたので、SPDCの実質的な最高権力者はキンニュンだと囁かれることもあったが、キンニュンが自伝で明かしたところによれば、国軍はトップ1人（国軍総司令官）だけが権力者であり、国軍トップがすべてを決め、決定事項となり、他の者はそれに従わなければならない組織で、自身が直接管轄していた教育省と保健省、その他武装勢力との和平、国境地帯の発展事業、治安と諜報活動、文化・宗教に関すること以外は、すべてタンシュエと副議長のマウンエイの意向を伺う必要があったのだという。ちなみにタンシュエとキンニュンは陸軍参謀本部時代の同僚であり、夜な夜な政治について語りあい、一緒にヤンゴンの土地を購入したほど親しい間柄だった。

### 経済政策
8888民主化運動の根源的原因は経済失政と認識していたタンシュエは、さまざまな経済改革を断行し、それなりに経済成長を軌道に乗せたが、専門家の間では軍政が発表する数字は当てにならず、国民は経済成長の恩恵を受けていないとも指摘されている。またキンニュン主導で多くの少数民族武装勢力と停戦合意を締結さらに現代的条件下での人民戦争理論という新しい軍事ドクトリンの下、国軍の強化を図り、兵器と兵力を増強、1990年にミャンマー・エコノミック・ホールディングス（MEHL）の前身・ミャンマー連邦経済持株会社(UMEHL)を、1997年にはミャンマー経済公社（MEC）という国軍系企業を設立し、傘下に多数の企業を置いて莫大な利益を上げ、国軍の貴重な収入源となると同時に退役軍人の出向先となり、国軍の支配体制を強化した。欧米諸国から経済制裁を受ける中、中国との関係が深まった時期だったが、タンシュエ自身は、ある会合で「中国が大好きだから仲良くしているわけではない」と発言したと伝えられている。
タン・シュエのリーダーシップのもと、経済発展、近代化、インフラ整備を含む様々な経済改革を実施したが、この時期最も過熱していたグローバリゼーションといった国際市場に後れを取り、さらに追い打ちをかける経済制裁や、国家資本主義とも呼べる彼の極度の保護主義政策など、半ばアウタルキー的な改革を実施したことで批評されることも多い。しかし一方で、19年間統治したタン・シュエの政権は、国の安定と国内で散発的に発生していたミャンマー内戦の管理に携わるといった、一定の評価と成果が上げられるため、依然として彼が率いた軍政は物議をかもす評価をなされている。

### 遷都、民政移管、そして退任
2002年3月7日、タンシュエは、ネウィンの義理の息子と孫3人がクーデターを計画した疑いで逮捕した。首謀者はネウィンの愛娘・サンダーウィンと言われ、彼女と同居していたネウィン自も自宅軟禁下に置かれた。事件の3週間後、国軍記念日の式典でタンシュエは「ネウィンの経済失政によって国民の不満が高まり、1988年民主化運動の際には国軍がクーデターを起こすしかなかった」という趣旨の演説を行った。同年12月5日、ネウィンは自宅で死去したが、タンシュエは国軍関係者に葬儀への出席を許さず、出席した元海軍司令官の現役軍人だった息子と義理の息子を解雇した。
2004年10月7日、今度は軍政の対外的な顔だったキンニュンが自宅軟禁下に置かれ、国防省情報局（DDSI）は解体された。失脚の理由は、マウンエイとの確執とも、ネウィンの孫たちとともにクーデター計画を練っていたからとも、不正蓄財に励んでいたからだとも言われている。これでタンシュエはネウィン、キンニュンという国軍の実力者と自宅軟禁下に置いていたスーチーを排除して、その権力基盤を強固なものにした。

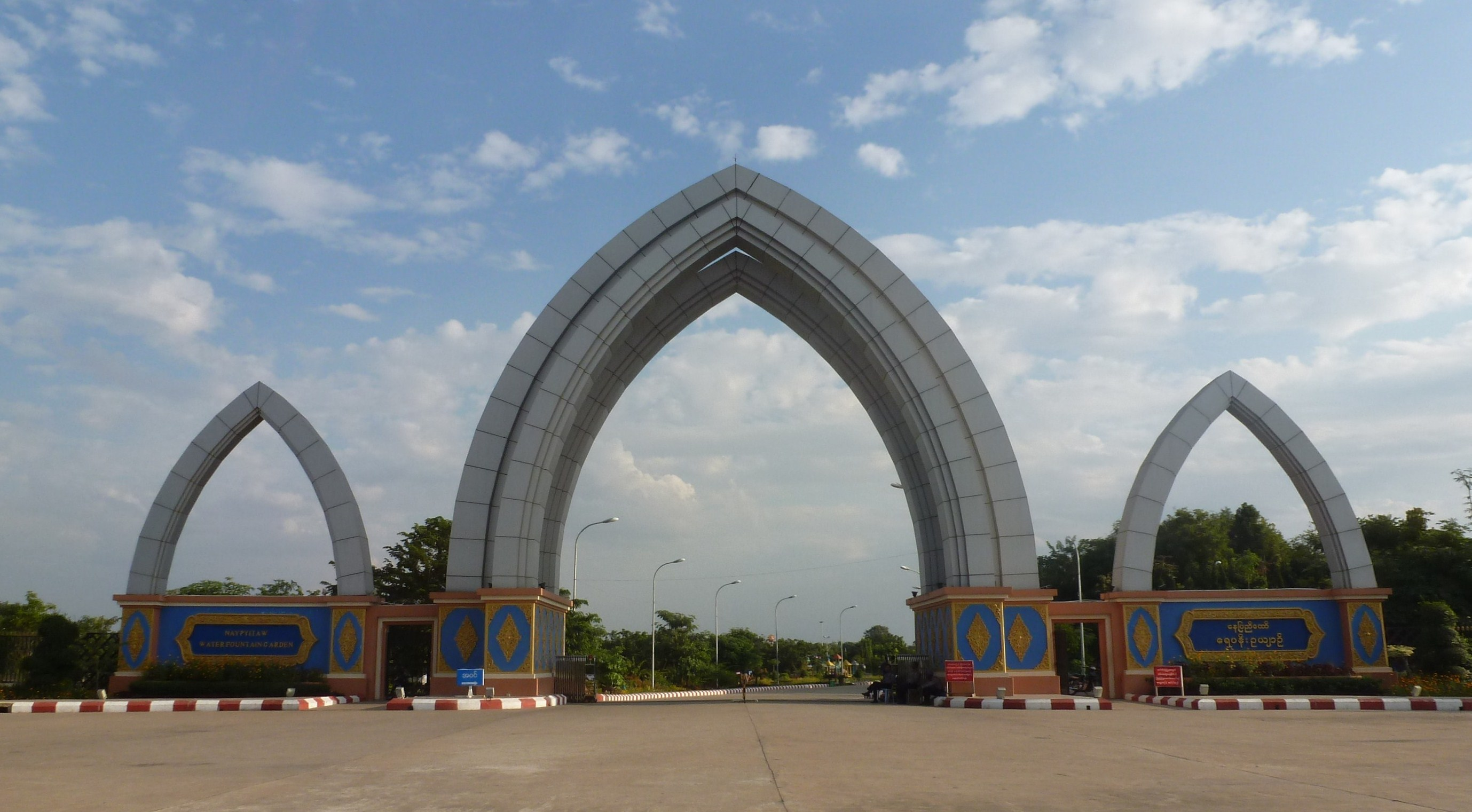
ネピドー

2005年11月には、ネピドーに遷都。遷都の理由は、軍事上便宜、民主化運動の影響を受けずにすむ、アメリカの侵略に対する備え、占星術の導きなどさまざまな憶測が流れたが、その中の1つには、タンシュエが、パガン朝のアノーヤター王、タウングー朝のバインナウン王、そしてコンバウン朝のアラウンパヤー王といった歴代の偉大な王たちのひそみに倣いたかったというのもあった。同様の誇大妄想の発露として、1999年、シュエダゴン・パゴダの南入口にタンシュエに酷似した仏像を設置し、国連事務総長の潘基文や国連特使のイブラヒム・ガンバリに拝ませたことがある。

こうして着々と権力基盤を固めている間にもタンシュエは民政移管の準備を進め、2008年5月10日、国軍の大幅な政治的関与を認めた新憲法案の是非を問う国民投票を実施し、投票率93.4%、賛成率92.4%で採択。しかし既に高齢で自ら大統領になる気はなかったタンシュエは、大統領にテインセインを、国軍総司令官にミンアウンフラインを指名した。そして2010年3月27日、軍政支配下最後の国軍の日の記念式典でこう述べて、表舞台から去った。
「われわれ（軍）は必要とあればいつでも国政に関わる」
「選挙に参加する政党は、民主主義が成熟するまで自制、節度を示すべきだ」
「民主化の誤ったやり方は無秩序を招く」
「失敗すると、国と国民を危険にさらしてしまう」

「外国からの影響力に頼ることは絶対に避けねばならない」

## 退任後
退任後は国政に口出しすることなく、家族と一緒に隠遁生活を送っていると伝えられる。クーデター後の2021年8月には夫婦そろってCovid-19に感染したが、回復した。2024年8月にはネピドーで中国の王毅外相と会談し、引き続き軍政への支援を依頼した。

## 人権侵害
SLORC/SPDC時代は、内戦にともなう殺人、強姦、強制徴兵などさまざまな人権侵害のかどで、国際社会やアムネスティ・インターナショナルやヒューマン・ライツ・ウォッチなどの国際人権団体から強い非難を浴びた時期でもあった。2010年にはタンシュエは、フォーリン・ポリシー誌の「世界最悪の独裁者（The Worst of the Worst）」のランキングで第3位に選ばれたほどである。特にアウンサンスーチーと彼女が率いていた国民民主連盟（NLD）に対する弾圧は執拗であり、2003年にはサガイン管区・モンユワ近郊のディーペン村で、遊説中のスーチーが乗った車を、国軍系翼賛団体連邦団結発展協会（USDA）のメンバーと思われる数千人の暴徒に襲撃し、政府発表によれば4人、目撃者の証言によれば70人の死者が出る事件が発生、これまで欧米諸国とは一線を画して軍政の肩を持っていたASEAN諸国や日本からも非難を浴びた。キンニュンが暴力的手段を行使することを拒否したため、タンシュエ直々の命令を下した事件と言われている。当初タンシュエは事件を「自然発生的なもの」と主張していたが、のちにアジア諸国に対する書簡の中で「NLDが無政府状態を作り出す陰謀を企てており、やむなく民兵組織が断固とした手段に出ざるをえなかった」と事件への関わりを認めた。タンシュエのスーチー嫌いは有名で、2005年4月当時国連事務総長だったコフィー・アナンとインドネシアのバンドンで会談した際、アナンがスーチーのことを尋ねた途端、タンシュエはメモ帳を閉じて退席してしまったのだという。2007年にはサフラン革命と呼ばれる僧侶による全国規模の反政府デモが起きたが、タンシュエは容赦なくこれを弾圧、僧侶に対して暴行を加えたり、僧院を破壊したりした。他にも1998年5月、ミャンマー南東部メルギー諸島にあるクリスティー島で、国軍の命令に従わず退去しない島民59人を皆殺しにする命令を直々に下したとも言われている。しかし欧米の某大使が数々の人権侵害の点について問い質すと、タンシュエは「私たちは仏教徒であり、ハエをも殺さない」と言って、信じられないという様子を見せたのだという。

## 人物
- 軍人時代は、仕事が終わった後も同僚と酒を飲むこともなく、家へ真っ直ぐ帰っていった。同僚とは友好的で、家族も皆人柄が良く、同僚の家族と一緒によく旅行に出かけ、一般の人々にも気さくに声をかけていた。仏教と政治についてよく語り、国営紙にすみずみまで目を通し、政治の話を始めると止まらなかった。道路や工場などのインフラ整備に特に関心を抱いていた[30]。
- キンマが好きで絶えず噛んで口を真っ赤に染めており、上司に窘められるほどだったのだという[31]。しかし1983年から1985年にかけての南西軍管区司令官時代に突然キンマを止めると宣言し、以降、キンマを噛んでいるところは目撃されていない[32]。
- フォーリン・ポリシー誌の「世界最悪の独裁者（The Worst of the Worst）」の2010年度ランキングで第3位に選ばれたことがある[25]。
- 英語を話す[33]。
- マンチェスター・ユナイテッドのファンである。
- 国軍のラッキーナンバーは9だが、タンシュエのラッキーナンバーは11と言われている。2009年9月、タンシュエは9002人の囚人を恩赦により釈放したが、これは9＋2＝11。同年11月にはミンコーナインら民主化活動家に懲役刑を課したが、その懲役期間は65年（6＋5＝11）、判決の言い渡しは午前11時だった[21]。
- 妻のチャインチャインは占星術に傾倒しており、タンシュエが若い頃、将来、タンシュエがビルマの王になるという予言を受けたと伝えられている[34]。

## 私生活
1956年にチャインチャイン（Daw Kyaing Kyaing）というパオ族と中国人の血を引く女性と結婚した。チャインチャインは未亡人で、前夫は戦士した国軍兵士だったと言われている。2人の間にはエイエイティッシュエ（Aye Aye Thit Shwe）、デワシュエ（Dewa Shwe）、キンピョーンシュエ（Khin Pyone Shwe）、チーチーシュエ（Kyi Kyi Shwe）、サンダーシュエ（ Thandar Shwe）という5人の娘とチャインサンシュエ（Kyaing San Shwe）、タンゾーシュエ（Thant Zaw Shwe）、トゥンナインシュエ（Htun Naing Shwe）という3人の息子がいる。5人の娘のうち少なくとも4人は外務省関係の職場で働いていた経験を持つ。
2006年6月、娘の1人サンダーシュエとゾーピューウィン陸軍少佐との結婚式の模様を映したビデオが流出。ダイヤモンドのロープ、純金の花嫁ベッド、大量のシャンパンが置かれたその様子は、貧困に喘ぐ多くの国民を激怒させた。結婚費用は当時の保健分野の国家予算の3倍以上だったとも言われた（外部リンク参照）。
2009年1月、チーチーシュエの息子で、タンシュエの最愛の孫ネーシュエトゥエアウンからマンチェスター・ユナイテッドを買収してほしいとねだられたと報道された。ちなみにネーシュエトゥエアウンはエンリケ・イグレシアスの熱狂的ファンで、彼の曲をミャンマー語でカバーして、100万回以上の再生を記録したことがある。他にも麻薬所持事件や誘拐事件を起こしたことがある。

## 年譜
出典
- 1951年 - 高校卒業
- 1952年から1953年 -  メイッティーラの郵便局勤務
- 1953年 - 士官訓練学校（OTS）9期生を修了。少尉として第1歩兵大隊に配属
- 1958年から1962年 - 地方心理戦部隊所属中隊長に就任（階級：大尉）
- 1962年から1966年 -  中央政治学大学教員、部長
- 1966年から1970年 - 第101軽歩兵大隊司令部第2作戦参謀
- 1970年から1975年 - 第1歩兵大隊大隊長（階級：中佐）
- 1975年から1977年 - 陸軍参謀本部作戦局第1作戦参謀
- 1977年から1980年 - 第88歩兵師団副師団長（階級：大佐）
- 1980年から1983年 - 第88歩兵師団師団長
- 1981年 - 第4回BSPP党大会で中央委員会委員に選出
- 1983年から1985年 - 南西軍管区司令官
- 1985年 - 国軍副総司令官（階級：准将、1986年に少将）
- 1988年 - 国家法秩序回復評議会（SLORC）委員
- 1992年 - 国家平和発展評議会（SPDC）議長、国軍総司令官、首相、国防大臣
- 2003年 - 首相辞任
- 2010年 - SPDC議長、国軍総司令官、首相辞任